# Suurisaari (ö i Finland, Södra Savolax, Pieksämäki, lat 61,66, long 28,04)
Suurisaari är en ö i Finland. Den ligger i sjön Lentunen och i kommunen Jockas i den ekonomiska regionen  Pieksämäki ekonomiska region  och landskapet Södra Savolax, i den södra delen av landet, 230 km nordost om huvudstaden Helsingfors. Öns area är 26,5 hektar och dess största längd är 0,8 kilometer i nord-sydlig riktning.